# Nhà thiên văn học (Vermeer)
Nhà thiên văn học (tiếng Hà Lan: De Astronoom) là một bức tranh sơn dầu của danh họa người Hà Lan Johannes Vermeer được hoàn thành vào khoảng năm 1668 với kích thước 51 cm × 45 cm (20 in × 18 in).